# Adenophora rupincola
Adenophora rupincola är en klockväxtart som beskrevs av William Botting Hemsley. Adenophora rupincola ingår i släktet kragklockor, och familjen klockväxter. Inga underarter finns listade i Catalogue of Life.